# Stéfanie Prezioso

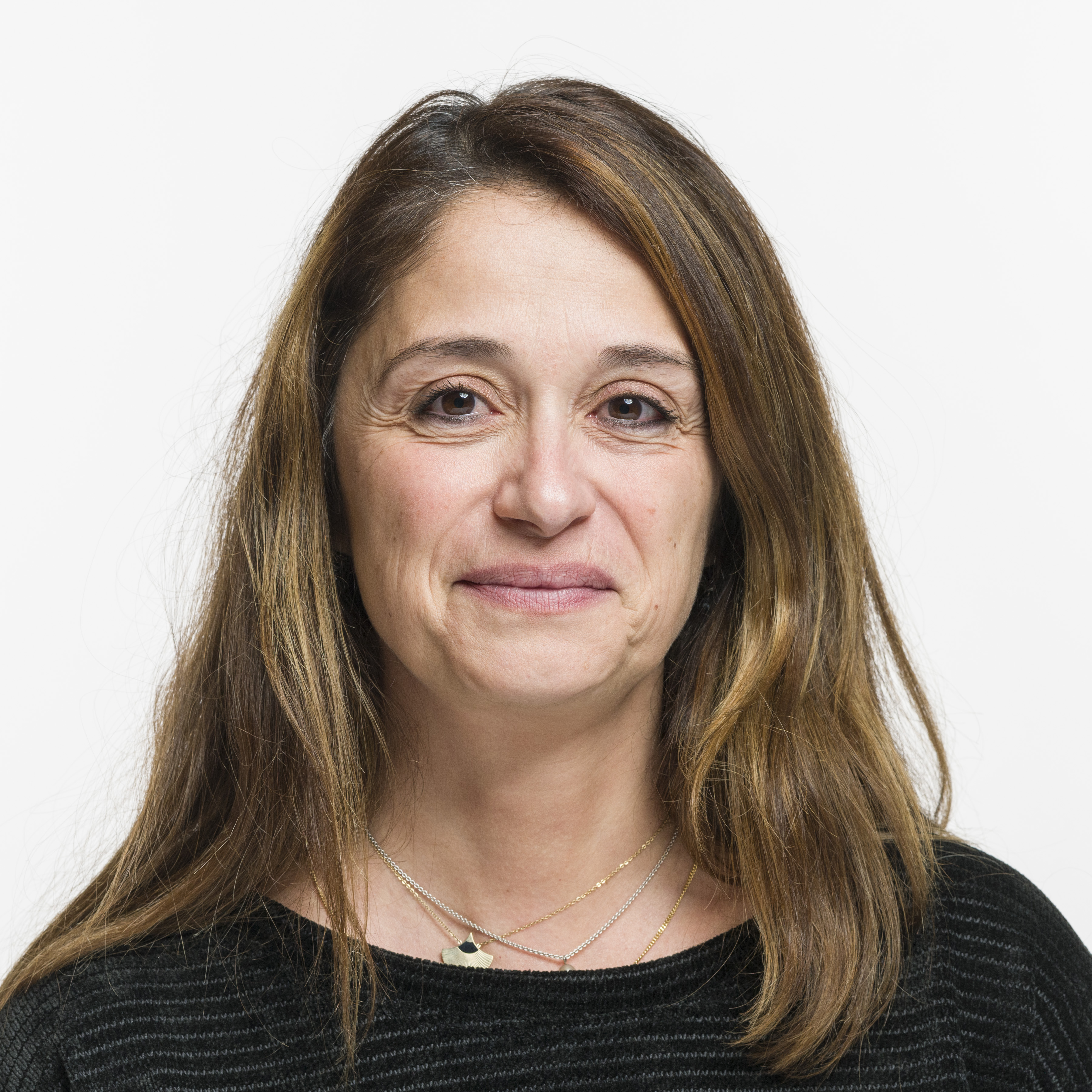
Stéfanie Prezioso Batou (2019)

Stéfanie Prezioso Batou oder Stefania Prezioso Batou (* 25. Januar 1969 in La Chaux-de-Fonds) ist eine Schweizer Historikerin, Professorin und Politikerin (solidaritéS). Von 2019 bis 2023 war sie Nationalrätin.

## Ausbildung
Stéfanie Prezioso absolvierte das Gymnasium in Lausanne und studierte 1992–1993 an der Universität Florenz. 1994 machte sie ihr Lizenziat an der Universität Lausanne. Ihr Doktorat erlangte sie 2002 mit der Arbeit «Repenser la nation italienne: de la tranchée à l’antifascisme. Fernando Schiavetti ou l’itinéraire d’un enfant de 1914». Sie erhielt dafür 2003 den Preis der Faculté des Lettres der Universität Lausanne. Prezioso Batou bekam ein Forschungsstipendium des Schweizerischen Nationalfonds und arbeitete 2003 bis 2007 in Frankreich und in Italien an einer «Analyse comparative des expériences de guerre des engagés volontaires français et italiens dans la première moitié du XXe siècle».
Seit 2010 ist sie ausserordentliche Professorin an der Universität Lausanne, wo sie internationale Zeitgeschichte unterrichtet.

## Politische Tätigkeit
Stéfanie Prezioso Batou ist seit 2003 Mitglied der radikal linken Bewegung «SolidaritéS». Sie wurde im September 2014 in den Genfer Stadtrat, das Parlament der Stadt Genf, gewählt. Sie blieb dort für zehn Monate.
2019 kandidierte sie auf der Liste «Ensemble à gauche – Solidarité – DAL» für den Nationalrat, wurde aber nicht gewählt. Die eigentlich gewählte Jocelyne Haller verzichtete aber auf ihren Sitz, ebenso der auf sie folgende Jean Burgermeister. Die drittplatzierte Stéfanie Prezioso Batou akzeptierte die Wahl und politisierte seither in der Fraktion der Grünen. Sie war Mitglied in der Kommission für Wissenschaft, Bildung und Kultur. Bei den Wahlen 2023 trat sie nicht mehr an.

## Privatleben
Stéfanie Prezioso Batou ist eine Tochter italienischer Einwanderer und wuchs in La Chaux-de-Fonds auf. In den 1980er Jahren zog die Familie nach Yverdon. Die Eltern betrieben dort ein Geschäft. Sie ist verheiratet.